# Ще срещнеш висок тъмнокос непознат
„Ще срещнеш висок тъмнокос непознат“ (на английски: You Will Meet a Tall Dark Stranger) е комедия написана и режисирана от Уди Алън, която излиза на екран през 2010 година.

## Сюжет
Филмът разказва за различните членове на едно семейство, заплетените им любовни взаимоотношения и опитите им да решават собствените си проблеми. Една възрастна жена, Хелена Шепридж, след неочакван развод със съпруга си Алфи, с когото са живели 40 години, започва да посещава медиуми и постепенно все повече се интересува от окултизма. Единствената ѝ дъщеря Сали е омъжена за писателя Рой, който в очакване на оценката на последния си роман, все повече и повече заобичва младо момиче от прозореца. Самата Сали работи в художествена галерия, попада под очарованието на шефа си Грег. Алфи, който се опитва да не бъде оставен сам и да получи наследник, се среща, а след това се омъжва за грандиозната проститутка Шармейн.

## В ролите
| Актьор               | Роля            |
| -------------------- | --------------- |
| Антонио Бандерас     | Грег            |
| Джош Бролин          | Рой Ченинг      |
| Антъни Хопкинс       | Алфи Шепридж    |
| Джема Джонс          | Хелена Шепридж  |
| Фрида Пинто          | Дия             |
| Луси Пънч            | Шармейн         |
| Наоми Уотс           | Сали Ченинг     |
| Полин Колинс         | Кристал         |
| Юен Бремнър          | Хенри Стренглер |
| Нийл Джаксън         | Алън            |
| Роджър Аштън-Грифитс | Джонатан Уонк   |